# Уличі
Уличі (д.-рус. Оуличи, оуличи, угличі, улучі; у тексті X ст. Констянтина Багрянородного грец. Ο'υλτίνοις) — східнослов'янське плем'я південно-західної групи, що заселяло у VI—IX ст. пониззя Дніпра від р. Росі до Чорного моря у межах розселення антів, нащадками яких вони (як і тиверці) були. Межували на сході з тюрками, на заході — з тиверцями, на північному заході — з полянами. Вперше у середині IX століття уличі згадуються у «Повісті минулих літ» поряд з тиверцями в регіоні від річок Дністер та Дунай до Чорного моря, і зазначено, що греки називали їх «Велика Скіфія». Узяли участь в етногенезі українців. Існує гіпотеза, що їхніми сучасними нащадками є гуцули.
Вчений XVIII ст. Татищев зіставляв назву уличів із давньою назвою річки Оріль, яку в XII ст. звали Угол. Новітні лінгвістичні розшуки також доводять трансформацію етноніма «уличі» в «угличі» прив'язує розселення цього племені до географічного поняття «угол (кут)». Ще одне із трактувань етноніма «уличі» розкривається через зафіксовані літописами терміни «суличі», «посуличі», зазначаючи тим самим зв'язок цих племен із Наддніпрянщиною. Такий зв'язок стверджується літописними текстами:

|  | и бѣша сѣдяще Улицѣ по Днѣпру вънизъ, и по сем преидоша межи Богъ и Днѣстръ й сѣдоша тамо |

Крім того, етнонім «уличі» включається разом із назвою «деревляни» в дніпровську етнополітичну орбіту. У літописі під 922 роком записано:

|  | Игорь же седяще в Києве княже и воюя на Древляни и на Угличе |

Уличі були чисельно великим угрупованням, а не малим племенем; як зазначається в пам'ятці IX ст. «Баварський географ», народ цей мав на Дністрянсько-Дунайському межиріччі понад 300 міст.

## Стосунки з Київським князівством
Уличі були у добросусідських відносинах з тиверцями, але ворогували з полянами і Київським князівством. Князь Олег 885 року воював з уличами.
Новгородський перший літопис оповідає, що князь Ігор воював з угличами та деревлянами. Уличі довго боронилися, їхня столиця Пересічень трималася три роки і не піддавалася Ігорю, але той таки вистояв під ним ті три роки і здобув його у рік 6448 (940 р. н. е., від Р. Х.). Уличі згодилися на данину Ігореві, яку він відступив своєму воєводі Свенельду. Після завоювання воєводою Свенельдом у (942 р.), уличі увійшли до складу Київської Руси, взяли участь у формуванні українського народу.

## Переселення
У X ст. під натиском печенігів уличі пересунулися на захід і оселилися над Бугом та Дністром, доходячи до Дунаю і Чорного моря; їхнім головним городом був Пересічень. Антропологічно в цей час були носіями масивних широколицих форм, чим різнилися від грацильних та вузьколицих черняхівців та, зокрема, мешканців територій сучасної Румунії. Вважається що тиверці є вихідцями з північніших регіонів слов'ян.
Під тиском половців у XII ст. частина племені переселилися на північ, між верхньою Случчю і Бугом до так званої Болоховської землі і були відомі під іменем болоховців.
Існує ще гіпотеза, що уличі, просуваючись у район Карпат, передали свою етнонімію через одну із своїх назв «улуці» гуцулам, верховинцям Підкарпатської Русі (бойкам). Схожа етнокультурна основа цих субетносів стверджує висловлену гіпотезу.
Деякі вчені, наприклад М. К. Любавський, вважали тюркомовних печенігів не тільки сусідами уличів, а й частково асимільованими з ними через шлюбні зв'язки. Це ж стосується половців, які прийшли на зміну печенігам в українських степах; курганні поховання досліджені в XIX ст. на території південних степів, знахідки яких зберігаються в історичному музеї міста Дніпра.

## Останні згадки
- Після 940–942 р. уличі не згадуються літописом під таким племінним ім'ям[2].
- Вчений ономаст Олексій Стрижак та вчений мовознавець Броніслав Кобилянський стверджували, що самоназва гуцулів походить від старовинного племені уличів: : уличі>улучі> улуці>уцули (метатеза)>гуцули (протеза)[4]. Древній слов’янський топонім «Ọgъlъ», який тюрки засвоїли один раз за звучанням (Інгул), а другий – за змістом (Єрель) Східнослов'янська людність, що замешкувала цю землю, звалася «ọgъliči»>угличі>уличі. Згодом «уличі», невеликою часткою разом з тиверцями переселилися на Волгу (сучасний Углич, Твер), в основі своїй мігрували (рятувалися від кочових імперій і від полянського панування) на захід вздовж Чорного моря аж до Дунаю, осівши біля моря між Дунаєм та Дністром (про це пише літописець Нестор). Свою нову землю вони теж назвали Угол, про що можна здогадуватися з турецької назви цієї землі Буджак, що означає "вугол" (куток). Самі ж нащадки уличів, витіснені тюрками, рушили на північний захід, прийшли аж у Карпати й стали гуцулами[4].

## Відомі поселення уличів
- Пересічень
- Самар
- Огрень (Ігрень)
- Мирів

## Вшанування
На честь племені названа вулиця Уличів у місті Дніпро.
У місті Київ є вулиця Улицька.